# Аніськов Сергій Миколайович
Сергій Миколайович Аніськов (нар. 3 жовтня 1975, Хмельницький) — український фотограф, фотомитець, психолог, гештальттерапевт, еколог, мандрівник, тренер, лектор, громадський діяч. Засновник Хмельницької обласної організації Всеукраїнської екологічної Ліги

## Біографія
Народився у м. Хмельницькому в сім'ї службовців. Закінчив школу № 22 в м. Хмельницькому.
- 1998 році закінчив Хмельницький технологічний університет Поділля (технологічний факультет);
- 2005 році — Львівський регіональний інститут державного управління Національної академії державного управління при Президентові України з відзнакою.
- 2002 р. Депутат Хмельницької міської ради, IV скликання, голова постійної комісії з питань екології та природокористування.
- 2008 року член Української спілки психотерапевтів.
- 2016 року член Національної спілки фотохудожників України.
- 2017 року член Словенського фототовариства.

### Спеціальності
- промислова екологія і охорона навколишнього середовища;
- практична психологія;
- державне управління.

### Нагороди
- 2021 р. — Стипендія видатним діячам культури і мистецтва (Указ Президента України № 582/2021).
- 2001 р. — Премія Кабінету Міністрів України за внесок молоді у розбудову держави. (Постанова Кабінету Міністрів України від 25. 06. 2001 р. № 703).
- 2008 р. — Почесна відзнака «За активну громадську діяльність» Міністерства України у справах сім'ї, молоді та спорту (нагрудний знак).
- 2008 р. — Почесна грамота Міністерства охорони навколишнього природного середовища України (Наказ № 426-о від 04.06.2008 р.).

### Трудова діяльність
- 1990—1993 Учень Хмельницького СПТУ-4;
- 1993 — Автослюсар АТ «Лада-Поділля», м. Хмельницький;
- 1997 р. педагог-організатор, Міжнародний дитячий Центр «Артек»АР Крим;
- 1998—2000 р. педагог-психолог, Хмельницький міський Центр соціальної допомоги молоді
- 2000 р. заступник начальника управління у справах сім'ї та молоді Хмельницького міськвиконкому;
- 2001—2011 р. начальник управління у справах сім'ї та молоді Хмельницького міськвиконкому;
- 2013 р. тренер Міжнародного тренінгового центру;
- 2014 р. — по т.ч. психолог Центру соціальних служб для сім'ї, дітей та молоді.
- 2018 р.  працює театральним фотографом театру ім. М.Старицького

### Автор фото проектів
```
* 
Обличчя Індії
 
[
Архівовано
 3 лютого 2018 у 
Wayback Machine
.
]
```

- «Майдан. Історія протесту»
- «Майдан. Історія протесту» Хмельницький
- «Сквоти» [Архівовано 3 лютого 2018 у Wayback Machine.]
- Орфанні [Архівовано 23 березня 2022 у Wayback Machine.]
- Паліативна